# Plebejus bejarensis
Plebejus bejarensis är en fjärilsart som beskrevs av Chapman 1902. Plebejus bejarensis ingår i släktet Plebejus och familjen juvelvingar. Inga underarter finns listade i Catalogue of Life.